# Макгуэн, Патрик
Па́трик Джо́зеф Макгу́эн (англ. Patrick Joseph McGoohan; 19 марта 1928 года, Нью-Йорк, США — 13 января 2009 года, Санта-Моника, США) — американский актёр, режиссёр и сценарист. Уроженец США, известность он получил благодаря работам в британских фильмах и сериалах.

## Биография
Макгуэн родился в 1928 году в нью-йоркском районе Астория в семье ирландских иммигрантов. Вскоре после его рождения вместе со своими родителями он переехал в Ирландию, а ещё семь лет спустя обосновался с семьёй в Шеффилде (Англия). После школы, где он преуспевал в математике и боксе, Макгуэн работал фермером, банковским служащим и водителем грузовика, пока не устроился помощником режиссёра в Шеффилдский репертуарный театр. Когда один из артистов заболел, Макгуэн заменил его, тем самым дав старт своей актёрской карьере. Работая в театре, он познакомился со своей женой Джоан Драммонд, с которой сыграл свадьбу в 1951 году.
Как театральный актёр Макгуэн пользовался большим успехом. Его роль обвинённого в гомосексуализме священника настолько впечатлила Орсона Уэллса, что тот взял его на роль Старбака в собственную сценическую версию «Моби Дика». Также вскоре Макгуэн подписал контракт с Rank Organisation, продюсеров которой интересовали в первую очередь боксёрские навыки актёра, из-за чего ему доставались роли «плохих парней». Сыграв в нескольких фильмах, таких как «Адские водители» (1957) и «Цыганка и джентльмен» (1958), Макгуэн расторг контракт.
Вскоре продюсер Лью Грейд предложил Макгуэну роль агента Джона Дрейка в сериале «Опасный человек». Наученный жизненным опытом, Макгуэн настоял на ряде условий в контракте: все драки должны отличаться друг от друга, его персонаж должен всегда применять свой интеллект, используя оружие лишь в крайних случаях, а также никаких поцелуев. Показ сериала «Опасный человек» стартовал в 1960 году и завершился в 1962. Работа в нём принесла Макгуэну известность в Великобритании и США.
Актёр снялся в нескольких фильмах студии Disney, а затем отказался от роли Джеймса Бонда, после чего с ним вновь связался Лью Грейд, предложивший вернуться к роли Джона Дрейка. Съёмки «Опасного человека» возобновились в 1964 году и продолжались до 1968 года. Новые серии пользовались чрезвычайной популярностью, а Макгуэн стал самым высокооплачиваемым актёром Великобритании.
С 1967 по 1968 году Макгуэн был занят на съёмках сериала «Пленник» («Узник»). В нём он играл отставного секретного агента, оказавшегося в неизвестной деревне, где всем жителям вместо имён присвоены номера. В общей сложности было отснято 17 серий сериала, причём над сценарием последнего эпизода работал сам Макгуэн.
Снялся актёр и в ряде других известных фильмов, таких как «Полярная станция „Зебра“» (1968), «Серебряная стрела» (1976), «Побег из Алькатраса» (1979), «Сканнеры» (1981), «Храброе сердце» (1995) и других. Также он исполнил роли убийц в четырёх эпизодах детективного сериала «Коломбо» («При первых проблесках зари», «Кризис личности», «Сценарий убийства» и «Звезда и смерть»), за что был дважды удостоен премии «Эмми». Кроме того, несколько эпизодов сериала были сняты с участием Макгуэна в качестве режиссёра.
С 19 мая 1951 года  и вплоть до смерти Макгуэн был женат на Джоан Драммонд. У них было три дочери: Кэтрин (род. в 1952), Энн (род. в 1959) и Фрэнсис (род. в 1960).
Макгуэн скончался 13 января 2009 года в больнице города Санта-Моника в возрасте 80 лет. На момент смерти у него было пять внуков. Его первый правнук, Джон Патрик Локхарт, родился 11 июня 2008 года.  